# XLove
XLove è stato un programma televisivo italiano e spin-off de Le Iene, andato in onda su Italia 1 dal 17 febbraio 2014 al 22 gennaio 2015.

## Descrizione
Dopo una puntata pilota trasmessa a febbraio 2014, il programma è tornato per tre puntate a gennaio 2015. Il programma, condotto dalla iena Nina Palmieri, come da titolo, prevedeva alcuni servizi degli inviati del programma riguardanti sesso, amore e sentimenti inframmezzati da alcuni monologhi interpretati da comici che, nel tradizionale studio e alla stessa maniera dei conduttori del programma madre, intrattenevano il pubblico sempre sulle medesime tematiche.
I comici di "XLove" erano: Andrea Pucci, Maurizio Lastrico, Debora Villa, Alberto Patrucco, Alessandro Fullin, Antonio Ornano, Pietro Sparacino, Annalisa Arione, Frank Matano e Diana Del Bufalo.
Diversamente da Le Iene, tale spin-off, prevedeva che i comici non interagissero mai con la conduttrice e, inoltre, il vestiario di tutti i componenti del cast (presentatrice, comici e inviati) era uguale a quello originale tranne per la camicia non bianca ma nera.
Talvolta durante le tradizionali prime serate del programma madre, alcuni inviati (soprattutto Nina Palmieri) presentavano servizi relativi a tale spin-off introdotti dai bumper di XLove. La puntata del 22 gennaio 2015 è andata in onda con il titolo "XLove waiting for Iene", in cui si è mostrato il meglio dei servizi realizzati sull'amore.

## Ascolti
| Puntata       | Messa in onda    | Telespettatori | Share |
| ------------- | ---------------- | -------------- | ----- |
| pilota        | 17 febbraio 2014 | 1 415 000      | 6,67% |
| 1             | 8 gennaio 2015   | 1 648 000      | 6,98% |
| 2             | 15 gennaio 2015  | 1 533 000      | 7,47% |
| 3 (il meglio) | 22 gennaio 2015  | 1 288 000      | 6,19% |